# アネガダ島

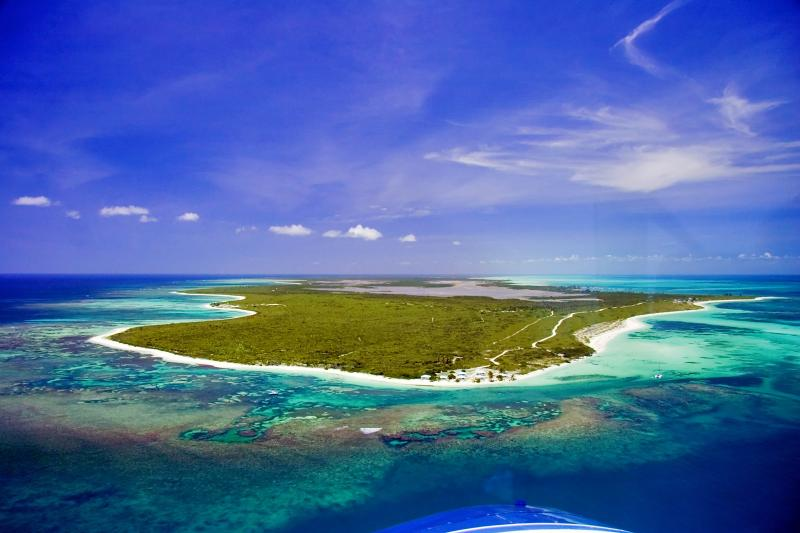
アネガダ島

アネガダ島 (Anegada) とは、カリブ海のイギリス領ヴァージン諸島にある島。
ヴァージン諸島の一番北にあり、面積38km2でトルトラ島に続いて、イギリス領ヴァージン諸島の中では2番目に大きな島である。 ヴァージン諸島唯一、島全体が平坦の島である。島の西部は塩水沼で大きく占められており、ベニイロフラミンゴ、ボラ、アネガダツチイグアナの生息地として1999年5月よりラムサール条約登録湿地となっている。中心地はザ・セトルメント（The Settlement）である。人口は僅か200人ほどで、観光客も少ない島だが、自然のままの美しい白浜のビーチがあり、ヨットの停泊地として発展している。島にはオーギュスト・ジョージ空港（Auguste George Airport）もある。
1493年クリストファー・コロンブスがヴァージン諸島を発見した時、アネガダ島のリーフで躓き、船員が石灰岩のサンゴ礁からスペイン語で"溺れる島"を意味するAnegadaと名付け、それが現在の島名となっている。アネガダ島のサンゴ礁のリーフは船乗りからして見て危険で多くの船が難破していたと言う。